# Françafrique (album)
Pour les articles homonymes, voir France-Afrique.
Albums de Tiken Jah Fakoly
Le Caméléon
(2000) Coup de gueule
(2004)
Françafrique est un album de reggae de Tiken Jah Fakoly sorti en 2002.
L'album Françafrique continue de marquer la jeunesse africaine, avec de nombreuses chansons phare : on peut citer Françafrique, On a tout compris, Y'en a marre, Le Balayeur balayé, Le Pays va mal.

## Anecdote sur le titre de l'album
Tiken Jah Fakoly a rencontré François-Xavier Verschave, l'auteur du livre Françafrique, faisant un constat de l'influence politique et économique de la France sur le continent africain, appelée Françafrique. Il explique : « Nous, jeunes Africains, quand on voit des bases de l’armée française en Afrique après quarante ans d’indépendance, on est un peu agacés. »
L'album « Françafrique » a été écrit en collaboration avec François-Xavier Verschave.

## Liste des chansons
| No  | Titre                               | Durée |
| --- | ----------------------------------- | ----- |
| 1.  | Françafrique                        | 4:23  |
| 2.  | On a tout compris (feat. Anthony B) | 4:13  |
| 3.  | Justice (feat. U-Roy)               | 3:42  |
| 4.  | Soungourouba                        | 4:35  |
| 5.  | Y'en a marre (feat. Yaniss Odua)    | 3:52  |
| 6.  | Le Balayeur                         | 4:09  |
| 7.  | Nazara                              | 4:27  |
| 8.  | Missiri (feat. U-Roy)               | 4:10  |
| 9.  | Africa                              | 4:47  |
| 10. | Le pays va mal                      | 4:38  |
| 11. | Politiciens                         | 4:58  |
| 12. | Délivrance                          | 3:38  |